# Choc élastique
Pour les articles homonymes, voir Choc.

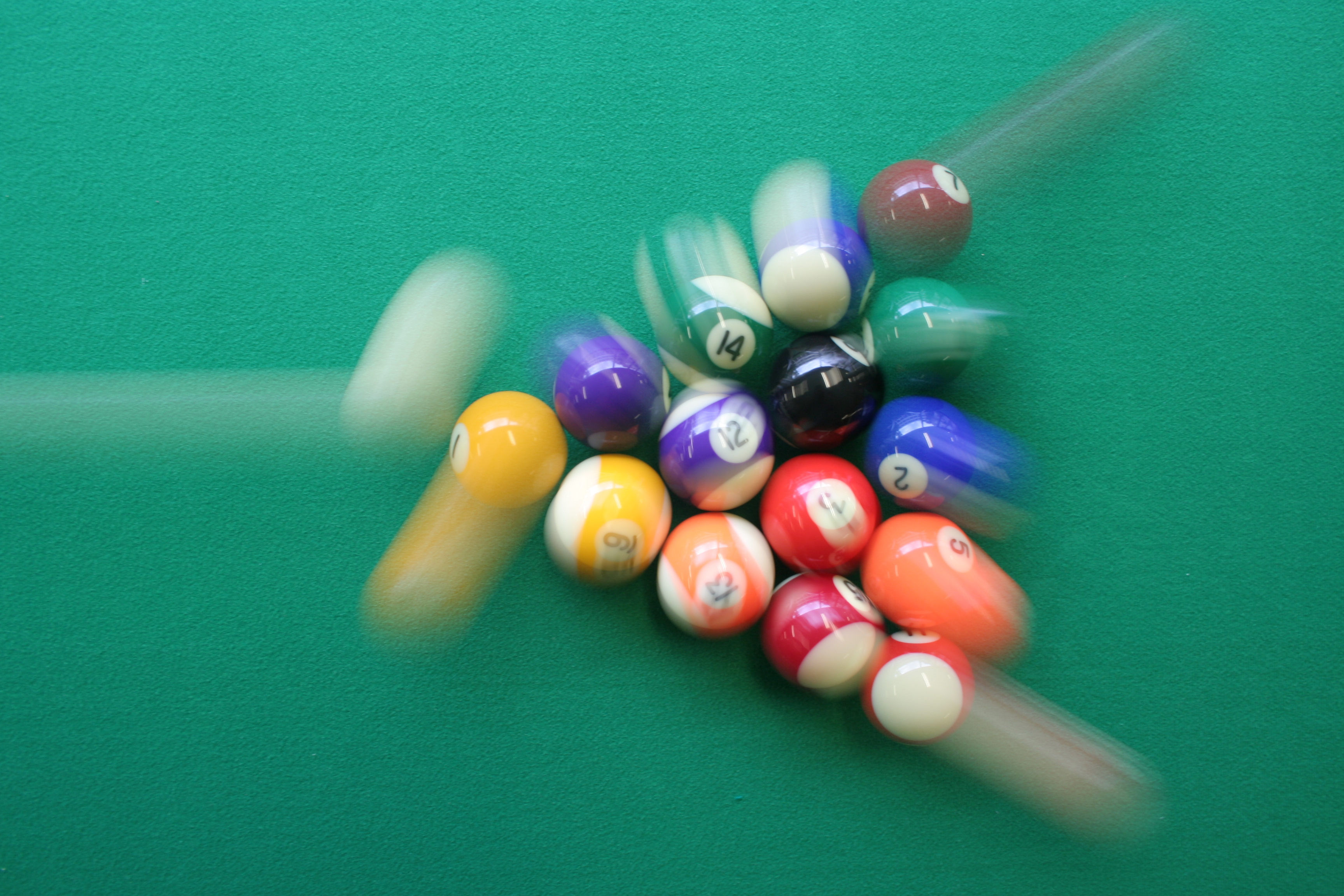
Dans une partie de billard, les collisions sont pratiquement élastiques.

Collisions élastiques dans un gaz.

Un choc élastique est un choc entre deux corps qui n’entraîne pas de modification de leur état interne, notamment de leur masse. Dans un tel choc, l'énergie cinétique est conservée.
La diffusion des corps, ponctuels ou non, à la suite d'un choc élastique dépend de la loi d'interaction qui intervient au moment du choc et de leur position réciproque pendant ce choc. Dans une diffusion élastique, la notion de section efficace apparaît dans l'étude de la dispersion des particules et les forces qui interviennent entre les particules incidentes peuvent ainsi être étudiées.
La collision élastique s'oppose à la collision inélastique pour laquelle l'énergie cinétique n'est pas conservée (les corps qui se heurtent peuvent, par exemple, absorber de l'énergie par déformation plastique).

## Cas de corps ponctuels
Un système composé de corps ponctuels qui se heurtent conserve :
- son énergie cinétique, du fait de l'absence de dissipation ;
- sa quantité de mouvement, comme tout système isolé.

Dans le référentiel du centre d'inertie des particules, les normes des vitesses des particules sont identiques avant et après la collision, mais pas leur direction après le choc.

### Formulation
Si on considère le choc de deux corps ponctuels 1 et 2, et :
- {\displaystyle {\vec {p_{i}}}\,} la quantité de mouvement avant choc et {\displaystyle {\vec {p_{i}}}'\,} celle après choc du corps no i avec {\displaystyle i\in \{1;2\}} ;
- {\displaystyle m_{i}\,} la masse du corps no i (supposée constante dans un choc élastique) ;
- {\displaystyle {\vec {v_{i}}}\,} la vitesse avant choc et {\displaystyle {\vec {v_{i}}}'\,} celle après choc du corps no i,

le théorème de conservation de la quantité de mouvement donne :
la conservation de l’énergie cinétique totale donne :
Étant donné que {\displaystyle {\vec {p}}=m{\vec {v}}}, les conditions sont représentées par chacun des deux systèmes équivalents suivants pour un choc parfaitement élastique :
Ces égalités donnent quatre équations numériques à six inconnues (les six coordonnées des vitesses, ou des quantités de mouvement, après le choc) : la résolution complète n'est pas possible avec ces seules conditions. Seul le cas à une dimension spatiale (deux équations à deux inconnues) est totalement soluble.

### Résolutions

#### Cas en une dimension

Collision élastique de masses égales dont une au repos.

L'hypothèse que les deux particules se meuvent sur une droite avant et après le choc simplifie le problème et en rend la solution indépendante de l'interaction des particules :

#### Cas en deux et trois dimensions
En deux ou trois dimensions, il y a plus d'inconnues que d'équations : les données fournies sont insuffisantes pour déterminer totalement la situation finale. La nature du choc, c'est-à-dire le champ de force entre les particules, détermine les inconnues supplémentaires. Ce champ de force peut être étudié à travers l'état final du système.
Certaines informations sont accessibles sans rien savoir sur le champ de force :
- d'un référentiel galiléen à l'autre, l'angle que font deux vitesses varie, ainsi que leurs normes : un changement de référentiel impliquant l'addition d'un vecteur vitesse à ces vitesses, l'angle entre celles-ci est modifié, et de même pour les normes ;

- l'angle entre les directions des deux particules après le choc dépend de leurs masses et du choix du référentiel. Dans le référentiel où une des deux particules est initialement au repos, si les masses sont égales, les deux vitesses résultantes sont à angle droit l'une de l'autre, dans le cas où la particule incidente a une masse plus faible, cet angle est supérieur à l'angle droit, et dans le cas où la particule incidente est de masse plus grande, l'angle est inférieur à l'angle droit[1] ;

- dans le référentiel du centre d'inertie, les vitesses avant le choc sont {\displaystyle {\vec {u}}_{1}={\frac {m_{2}}{m_{1}+m_{2}}}.{\vec {v}}} et {\displaystyle {\vec {u}}_{2}=-{\frac {m_{1}}{m_{1}+m_{2}}}.{\vec {v}}}, où {\displaystyle {\vec {v}}={\vec {v}}_{1}-{\vec {v}}_{2}}, avec {\displaystyle {\vec {v}}_{i}} la vitesse du corps no i dans le référentiel initial. Après le choc, les vitesses sont {\displaystyle {\vec {w}}_{1}=u_{1}.{\vec {n}}} et {\displaystyle {\vec {w}}_{2}=-u_{2}.{\vec {n}}} où {\displaystyle \|{\vec {u}}_{i}\|=u_{i}}, et {\displaystyle {\vec {n}}} un vecteur unitaire (de norme 1) dont la direction dépend de la loi d'interaction entre les particules et de leur position relative pendant le choc[1].

L'hypothèse, courante, que l'interaction entre les particules est à symétrie sphérique, implique que les quatre vitesses (deux avant et deux après le choc) sont coplanaires. Le cas à deux dimensions est alors suffisant pour étudier la situation ; il y a alors trois équations et quatre inconnues. L'angle de diffusion d'une particule (angle entre les directions avant et après le choc) peut être choisi comme étant l'inconnue restante.
Dans le cas d'un champ de force centrale immobile, l'angle de la diffusion d'une particule incidente est exprimable en fonction du champ de force {\displaystyle U(r)}. Un cas très proche se retrouve dans les applications physiques courantes : on a souvent affaire à une diffraction d'un faisceau de particules identiques incidentes sur une fine épaisseur d'un matériau. La notion de section efficace apparait alors dans l'étude de la dispersion des particules.

## Calcul d'un ralentissement
Dans certains systèmes le ralentissement d'une particule par choc élastique peut être recherché. C'est le cas par exemple dans un réacteur nucléaire, par le procédé de la thermalisation des neutrons.
Le calcul mené ici permet d'obtenir le rapport des énergies cinétiques avant et après collision. Il s'applique à toute autre situation respectant au moins les hypothèses suivantes : les deux corps forment un système isolé et l'un des deux corps est initialement au repos.
On suppose un corps {\displaystyle 1}, de masse {\displaystyle m_{1}}et initialement animé d'une vitesse {\displaystyle {\vec {v}}_{1}}vers un corps {\displaystyle 2} de masse {\displaystyle m_{2}} au repos. Après la collision élastique le corps {\displaystyle 1} voit sa vitesse changée en {\displaystyle {\vec {v}}_{1}'} formant un angle φ (dans le référentiel du laboratoire) avec {\displaystyle {\vec {v}}_{1}}, tandis que la vitesse du corps {\displaystyle 2} devient {\displaystyle {\vec {v}}_{2}}. Les équations sont  celles fournies par les lois de conservations de la quantité de mouvement et de l'énergie : {\displaystyle m_{1}\cdot {\vec {v}}_{1}=m_{1}\cdot {\vec {v}}_{1}'+m_{2}\cdot {\vec {v}}_{2}}{\displaystyle {\frac {1}{2}}m_{1}\cdot v_{1}^{2}={\frac {1}{2}}m_{1}\cdot v_{1}'^{2}+{\frac {1}{2}}m_{2}\cdot v_{2}^{2}}
Dans ce qui suit le rapport {\displaystyle {\frac {m_{2}}{m_{1}}}} sera noté {\displaystyle A}, et les deux équations s'écrivent donc {\displaystyle {\vec {v}}_{1}={\vec {v}}_{1}'+A\cdot {\vec {v}}_{2}} et {\displaystyle v_{1}^{2}=v_{1}'^{2}+A\cdot v_{2}^{2}}. On obtient :{\displaystyle {\begin{aligned}A^{2}v_{2}^{2}&=({\vec {v}}_{1}-{\vec {v}}_{1}')^{2}=v_{1}^{2}+v_{1}'^{2}-2\cdot cos(\phi )v_{1}v_{1}'\\&=A(Av_{2}^{2})=A(v_{1}^{2}-v_{1}'^{2})\\\end{aligned}}}Divisant l'équation par {\displaystyle v_{1}^{2}} et notant {\displaystyle u} le rapport {\displaystyle {\frac {v_{1}'}{v_{1}}}}, on obtient : {\displaystyle u^{2}\cdot (1+A)+u\cdot (-2cos(\phi ))+(1-A)=0} ;  la résolution de cette équation du second degré amène à :
{\displaystyle u={\frac {v_{1}'}{v_{1}}}={\frac {\cos \phi \pm {\sqrt {\cos ^{2}\phi +A^{2}-1}}}{A+1}}}

## Choc élastique en relativité restreinte
La conservation de l'énergie et de la quantité de mouvement se résume, en relativité, par la conservation du quadrivecteur énergie-impulsion. De même qu'en physique newtonienne, l'angle entre les directions avant et après le choc résulte de l’interaction entre les particules au cours du choc. Même dans le cas particulier où les deux particules sont de même masse, l'une d'elles au repos avant le choc, et le choc élastique, l'angle n'est plus droit, et devient d'autant plus aigu que la vitesse avant le choc est plus grande. 
Le choc qui résulte de particules lancées à des vitesses relativistes (proches de la vitesse de la lumière) est souvent inélastique, et il peut en résulter des particules différentes d'avant le choc, ce qui est parfois un des objectifs des expériences faites avec les accélérateurs de particules : les états internes sont donc modifiés, les masses ne sont pas conservées, et le quadrivecteur énergie-impulsion total non plus car de l'énergie peut être utilisée ou libérée par les particules au cours d'un tel choc.

## Pression de rayonnement
Dans l'étude de la structure stellaire, la pression de rayonnement est due aux photons qui transfèrent leur quantité de mouvement aux particules de gaz lorsque ceux-là sont absorbés ou dispersés :
{\displaystyle \ P_{rad}={1 \over 3}aT^{4}}
où {\displaystyle a={4\sigma  \over c}} est la constante radiative. Ceci se dérive de la fonction de pression générale pour des collisions élastiques :
{\displaystyle \ P={1 \over 3}\int _{0}^{\infty }pvn(\nu )d\nu }
avec, pour la lumière, que {\displaystyle p=h\nu /c} est la quantité de mouvement, que {\displaystyle v=c} est la vitesse des particules (i.e. de la lumière) et que {\displaystyle n(\nu )d\nu } est donné par la loi de Planck.